# 昂布里库尔
昂布里库尔（法語：Ambricourt，法語發音：[ɑ̃bʁikuʁ]）是法国上法蘭西大區加来海峡省的一个市镇，属于蒙特勒伊区。

## 地理
昂布里库尔（50°28'13"N, 2°10'39"E）面积3.39 平方千米，位于法国上法蘭西大區加来海峡省，该省份为法国北部沿海省份，西北濒北海，南至索姆省，东临北部省。
与昂布里库尔接壤的市镇（或旧市镇、城区）包括：韦尔尚、迈松塞勒、蒂利卡佩勒、特拉姆库尔、克雷皮。

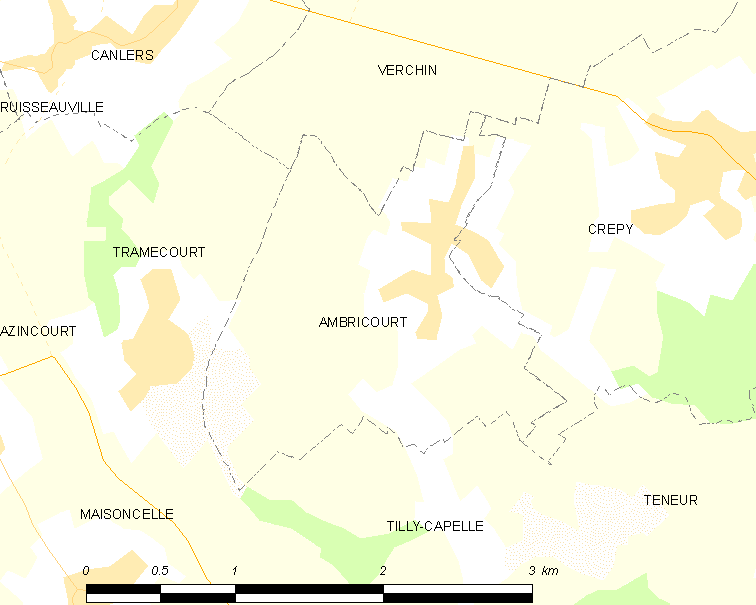
昂布里库尔的OSM定位图

昂布里库尔的时区为UTC+01:00、UTC+02:00（夏令时）。

## 行政
昂布里库尔的邮政编码为62310，INSEE市镇编码为62026。

## 政治
昂布里库尔所属的省级选区为弗吕日县。

## 人口

1962-2008年间昂布里库尔人口变化图示

昂布里库尔于2022年1月1日时的人口数量为119人。